# Долю-д’Олерон
Долю́-д’Олеро́н (фр. Dolus-d’Oléron) — коммуна во Франции, находится в регионе Пуату — Шаранта. Департамент коммуны — Приморская Шаранта. Входит в состав кантона Ле-Шато-д’Олерон. Округ коммуны — Рошфор.
Код INSEE коммуны — 17140.

## Население
Население коммуны на 2010 год составляло 3173 человека.
| 1962 | 1968 | 1975 | 1982 | 1990 | 1999 | 2010 |
| ---- | ---- | ---- | ---- | ---- | ---- | ---- |
| 1744 | 1786 | 2006 | 2145 | 2440 | 2721 | 3173 |